# مدار ۳۹ درجه شمالی
مدار ۳۹ درجه شمالی، دایره‌ای از عرض جغرافیایی است که در ۳۹ درجهٔ شمالی خط استوا  قرار دارد.

## گذر از مناطق
از نصف‌النهار مبدأ شروع می‌شود و به سمت مشرق ۳۹ درجه شمالی از موارد زیر گذر می‌کند:
| مختصات‌ها                                             | کشور، قلمرو یا دریا | توضیحات |
| ---------------------------------------------------- | ------------------- | --- |
| ۳۹°۰′ شمالی ۰°۰′ شرقی / ۳۹٫۰۰۰°شمالی ۰٫۰۰۰°شرقی      | مدیترانه            | |
| ۳۹°۰′ شمالی ۱°۱۷′ شرقی / ۳۹٫۰۰۰°شمالی ۱٫۲۸۳°شرقی     | اسپانیا             | جزیرهٔ ایبیزا، اسپانیا |
| ۳۹°۰′ شمالی ۱°۳۵′ شرقی / ۳۹٫۰۰۰°شمالی ۱٫۵۸۳°شرقی     | مدیترانه            | گذرکردن از جنوب جزیرهٔ Cabrera, اسپانیا |
| ۳۹°۰′ شمالی ۸°۲۳′ شرقی / ۳۹٫۰۰۰°شمالی ۸٫۳۸۳°شرقی     | ایتالیا             | جزیرهٔ سانت آنتیوکو و ساردنی |
| ۳۹°۰′ شمالی ۹°۱′ شرقی / ۳۹٫۰۰۰°شمالی ۹٫۰۱۷°شرقی      | مدیترانه            | دریای تیرنی - گذرکردن از شمال جزیرهٔ استرومبولی, ایتالیا |
| ۳۹°۰′ شمالی ۱۶°۸′ شرقی / ۳۹٫۰۰۰°شمالی ۱۶٫۱۳۳°شرقی    | ایتالیا             | |
| ۳۹°۰′ شمالی ۱۷°۱۰′ شرقی / ۳۹٫۰۰۰°شمالی ۱۷٫۱۶۷°شرقی   | مدیترانه            | دریای ایونی |
| ۳۹°۰′ شمالی ۲۰°۴۲′ شرقی / ۳۹٫۰۰۰°شمالی ۲۰٫۷۰۰°شرقی   | یونان               | سرزمین اصلی و جزیرهٔ وابیه |
| ۳۹°۰′ شمالی ۲۳°۲۲′ شرقی / ۳۹٫۰۰۰°شمالی ۲۳٫۳۶۷°شرقی   | دریای اژه           | گذرکردن از شمال جزیرهٔ Skyros, یونان |
| ۳۹°۰′ شمالی ۲۶°۱۷′ شرقی / ۳۹٫۰۰۰°شمالی ۲۶٫۲۸۳°شرقی   | یونان               | جزیرهٔ لزبوس |
| ۳۹°۰′ شمالی ۲۶°۳۲′ شرقی / ۳۹٫۰۰۰°شمالی ۲۶٫۵۳۳°شرقی   | دریای اژه           | |
| ۳۹°۰′ شمالی ۲۶°۴۸′ شرقی / ۳۹٫۰۰۰°شمالی ۲۶٫۸۰۰°شرقی   | ترکیه               | |
| ۳۹°۰′ شمالی ۴۴°۱۱′ شرقی / ۳۹٫۰۰۰°شمالی ۴۴٫۱۸۳°شرقی   | ایران               | |
| ۳۹°۰′ شمالی ۴۵°۲۶′ شرقی / ۳۹٫۰۰۰°شمالی ۴۵٫۴۳۳°شرقی   | جمهوری آذربایجان    | نخجوان exclave |
| ۳۹°۰′ شمالی ۴۶°۶′ شرقی / ۳۹٫۰۰۰°شمالی ۴۶٫۱۰۰°شرقی    | ارمنستان            | |
| ۳۹°۰′ شمالی ۴۶°۳۱′ شرقی / ۳۹٫۰۰۰°شمالی ۴۶٫۵۱۷°شرقی   | جمهوری آذربایجان    | |
| ۳۹°۰′ شمالی ۴۶°۴۱′ شرقی / ۳۹٫۰۰۰°شمالی ۴۶٫۶۸۳°شرقی   | ایران               | |
| ۳۹°۰′ شمالی ۴۸°۲۱′ شرقی / ۳۹٫۰۰۰°شمالی ۴۸٫۳۵۰°شرقی   | جمهوری آذربایجان    | |
| ۳۹°۰′ شمالی ۴۹°۱۱′ شرقی / ۳۹٫۰۰۰°شمالی ۴۹٫۱۸۳°شرقی   | دریای خزر           | |
| ۳۹°۰′ شمالی ۵۳°۲′ شرقی / ۳۹٫۰۰۰°شمالی ۵۳٫۰۳۳°شرقی    | ترکمنستان           | جزیرهٔ Ogurja Ada |
| ۳۹°۰′ شمالی ۵۳°۳′ شرقی / ۳۹٫۰۰۰°شمالی ۵۳٫۰۵۰°شرقی    | دریای خزر           | |
| ۳۹°۰′ شمالی ۵۳°۵۳′ شرقی / ۳۹٫۰۰۰°شمالی ۵۳٫۸۸۳°شرقی   | ترکمنستان           | |
| ۳۹°۰′ شمالی ۶۴°۶′ شرقی / ۳۹٫۰۰۰°شمالی ۶۴٫۱۰۰°شرقی    | ازبکستان            | |
| ۳۹°۰′ شمالی ۶۸°۷′ شرقی / ۳۹٫۰۰۰°شمالی ۶۸٫۱۱۷°شرقی    | تاجیکستان           | |
| ۳۹°۰′ شمالی ۷۳°۴۹′ شرقی / ۳۹٫۰۰۰°شمالی ۷۳٫۸۱۷°شرقی   | چین                 | سین‌کیانگ چینگهای گانسو Qinghai Gansu Qinghai (حدود 7&nbsp;km) Gansu (حدود 30&nbsp;km) Qinghai (حدود 17&nbsp;km) Gansu مغولستان داخلی (حدود 16&nbsp;km) Gansu (حدود 6&nbsp;km) Inner Mongolia Gansu Inner Mongolia نینگ‌شیا Inner Mongolia شاآنشی شانشی هبئی تیانجین (just south of the city centre) |
| ۳۹°۰′ شمالی ۱۱۷°۴۶′ شرقی / ۳۹٫۰۰۰°شمالی ۱۱۷٫۷۶۷°شرقی | دریای زرد           | دریای بوهای |
| ۳۹°۰′ شمالی ۱۲۱°۱۹′ شرقی / ۳۹٫۰۰۰°شمالی ۱۲۱٫۳۱۷°شرقی | چین                 | لیائونینگ (شبه جزیره لیائودونگ) — گذرکردن از شمال دالیان |
| ۳۹°۰′ شمالی ۱۲۱°۵۱′ شرقی / ۳۹٫۰۰۰°شمالی ۱۲۱٫۸۵۰°شرقی | دریای زرد           | گذرکردن از جنوب Zhangzi Island and Haiyang Island |
| ۳۹°۰′ شمالی ۱۲۵°۱۲′ شرقی / ۳۹٫۰۰۰°شمالی ۱۲۵٫۲۰۰°شرقی | کره شمالی           | Passing through پیونگ‌یانگ |
| ۳۹°۰′ شمالی ۱۲۷°۵۰′ شرقی / ۳۹٫۰۰۰°شمالی ۱۲۷٫۸۳۳°شرقی | دریای ژاپن          | |
| ۳۹°۰′ شمالی ۱۳۹°۵۱′ شرقی / ۳۹٫۰۰۰°شمالی ۱۳۹٫۸۵۰°شرقی | ژاپن                | جزیرهٔ هونشو: — استان یاماگاتا — استان آکیتا — استان ایواته — استان میاگی − حدود 1&nbsp;km — Iwate Prefecture |
| ۳۹°۰′ شمالی ۱۴۱°۴۴′ شرقی / ۳۹٫۰۰۰°شمالی ۱۴۱٫۷۳۳°شرقی | اقیانوس آرام        | |
| ۳۹°۰′ شمالی ۱۲۳°۴۲′ غربی / ۳۹٫۰۰۰°شمالی ۱۲۳٫۷۰۰°غربی | ایالات متحده آمریکا | کالیفرنیا نوادا یوتا کلرادو کانزاس میزوری ایلی‌نوی ایندیانا کنتاکی اوهایو ویرجینیای غربی ویرجینیا مریلند - cutting through the Chesapeake Bay Bridge دلاویر |
| ۳۹°۰′ شمالی ۷۵°۲۰′ غربی / ۳۹٫۰۰۰°شمالی ۷۵٫۳۳۳°غربی   | Delaware Bay        | |
| ۳۹°۰′ شمالی ۷۴°۵۷′ غربی / ۳۹٫۰۰۰°شمالی ۷۴٫۹۵۰°غربی   | ایالات متحده آمریکا | نیوجرسی |
| ۳۹°۰′ شمالی ۷۴°۴۷′ غربی / ۳۹٫۰۰۰°شمالی ۷۴٫۷۸۳°غربی   | اقیانوس اطلس        | Passing between the جزیرهٔ Graciosa (almost crossing its southern tip) and São Jorge, آزور, پرتغال |
| ۳۹°۰′ شمالی ۹°۲۵′ غربی / ۳۹٫۰۰۰°شمالی ۹٫۴۱۷°غربی     | پرتغال              | |
| ۳۹°۰′ شمالی ۶°۵۸′ غربی / ۳۹٫۰۰۰°شمالی ۶٫۹۶۷°غربی     | اسپانیا             | |
| ۳۹°۰′ شمالی ۰°۹′ غربی / ۳۹٫۰۰۰°شمالی ۰٫۱۵۰°غربی      | مدیترانه            | |